# Nadezhda Fedutenko
Nadezhda Nikifórovna Fedutenko (en ruso: Надежда Никифоровна Федутенко, 30 de septiembre de 1915-28 de enero de 1978) fue una oficial de la Fuerza Aérea Soviética y piloto de combate. Luchó en la Segunda Guerra Mundial como comandante de escuadrón del 125.º Regimiento Aéreo de Bombarderos de la Guardia y recibió el título de Héroe de la Unión Soviética por su liderazgo.[cita requerida]

## Biografía

### Infancia y juventud
Fedutenko nació en el pueblo de Rakitnoye (ahora en el Óblast de Bélgorod ). Ambos padres trabajaban en una fábrica de azúcar. Participó en esquí, patinaje y equitación. Fedutenko más tarde trabajó en la misma fábrica que sus padres y continuó su educación en la escuela de aprendices de la fábrica después de recibir siete años de educación secundaria incompleta. En ese período, participó en un grupo de modelado de aviones como pasatiempo. Se inscribió en la Escuela de Aviación Civil de Tambov a la edad de 18 años.[cita requerida]
Entre 1935 y 1941, Fedutenko fue piloto de aviación civil. En el momento de la invasión alemana a la URSS, dominaba varios tipos de aeronaves y su tiempo de vuelo se medía en miles de horas.

### Segunda Guerra Mundial
Del 23 de junio de 1941 al 15 de octubre de 1941 voló el biplano Polikarpov R-5 con el Grupo Especial de Kiev de la Flota Aérea Civil, una unidad auxiliar establecida por las autoridades de aviación civil. Realizó misiones de suministro y enlace en apoyo de las tropas de combate, incluida la evacuación de 150 soldados heridos y el transporte de los representantes del Stavka del Ejército Rojo, entre otros. Durante estas misiones, ocasionalmente tuvo que evadir los ataques de los cazas enemigos. En diciembre de 1942, Fedutenko comenzó a volar el bombardero mediano Petlyakov Pe-2, después de graduarse de los cursos de formación en la Escuela de Aviación Militar para Pilotos de Engels. Desde enero de 1943, voló en misiones de combate para el 588.° Regimiento de Bombardeo Nocturno, una de las tres unidades aéreas de combate femeninas establecidas por Marina Raskova.
El 26 de mayo de 1943, durante las batallas aéreas de Kubán, Fedutenko recibió una herida en la cabeza de un fragmento de proyectil antiaéreo, justo antes de lanzar bombas en las posiciones de artillería alemanas fuertemente defendidas cerca de la aldea de Kiyevskoye, en el Krai de Krasnodar. A pesar de su herida, retuvo el control total de su aeronave y el mando de su vuelo, y pudo permanecer en formación, lo que provocó la eventual destrucción del objetivo. Fedutenko luego realizó una maniobra de evasión antiaérea, evitando la pérdida de aviones y tripulaciones bajo su mando.[cita requerida]
Para marzo de 1945, Fedutenko había volado en 56 misiones en el Pe-2, en 20 de las cuales era líder de vuelo, liderando 3 aviones; en 25 como líder de escuadrón, liderando 9 aviones; y en 2 ocasiones lideró una división combinada de seis escuadrones de formaciones en V en columna, con escuadrones extraídos de los diferentes regimientos de la misma división con una fuerza total de 54 aviones. En una de estas ocasiones no fue asignada como piloto líder de la formación de la división, pero cuando la líder fue derribada al acercarse al objetivo, tomó la delantera y propició el cumplimiento exitoso de la misión.[cita requerida]
El comando de Fedutenko consideró que su desempeño como piloto y comandante fue eficiente e instrumental para la destrucción de los activos enemigos. El 14 de marzo de 1945, el superior de Fedutenko recomendó que se le otorgara el título de Héroe de la Unión Soviética por "los servicios excepcionales que prestó a la Madre Patria mostrando valor y heroísmo". Se le otorgó oficialmente el título el 18 de agosto de 1945.

### Posguerra
En 1946, Fedutenko fue transferida a la reserva. Se involucró en el trabajo del partido en Jabárovsk e Irkutsk hasta 1954, que se mudó a Kiev, donde murió el 30 de enero de 1978. Fedutenko fue enterrada en el cementerio Baikove de la ciudad.[cita requerida]

## Condecoraciones
A lo largo de su carrera militar, recibió las siguientes condecoraciones
- Héroe de la Unión Soviética (18 de agosto de 1945).
- Orden de Lenin (18 de agosto de 1945).
- Orden de la Bandera Roja, dos veces (5 de septiembre de 1943 y 10 de julio de 1944).
- Orden de la Guerra Patria, dos veces (4 de junio de 1943 y ? ).
- Medalla por el Servicio de Combate (30 de abril de 1945).